# Lizenz zum Heiraten
Lizenz zum Heiraten (Originaltitel: License to Wed) ist eine Filmkomödie aus dem Jahr 2007 von Regisseur Ken Kwapis mit Robin Williams, Mandy Moore und John Krasinski in den Hauptrollen.

## Handlung
Sadie Jones schaut nicht schlecht, als ihr Freund Ben ihr am dreißigsten Hochzeitstag ihrer Eltern einen Heiratsantrag macht, den sie überglücklich annimmt. Die beiden beschließen, Sadies ehemaligen Religionslehrer Reverend Frank zu bitten, die beiden zu trauen. Allerdings hat dieser in den nächsten zwei Jahren nur einen einzigen Termin frei: Und der ist in drei Wochen. Überglücklich, dass ihre Hochzeit so schnell näherrückt, willigen die beiden ein. Doch Reverend Frank hat eine unangenehme Überraschung für sie: Während der nächsten drei Wochen müssen sich Sadie und Ben einer speziellen Prüfung unterziehen, die die beiden auf das Eheleben vorbereiten und testen soll, ob die beiden für ein Leben miteinander überhaupt geschaffen sind. Dazu zählen auch Pflichten, wie bis zur Ehe auf Sex zu verzichten und auf Roboterbabys aufzupassen. Außerdem erhält jeder der beiden ein Büchlein, in welchem sie bis zur Trauung ihre Ehegelübde selbst verfassen sollen.
Sadie ist von diesem Test begeistert, Ben hat jedoch mit verschiedenen Aufgaben, darunter dem Sexverzicht ziemliche Probleme, außerdem vertraut er Reverend Frank nicht. Seine Misstrauen bestätigen sich, als er entdeckt, dass das Schlafzimmer des Paares von Reverend Frank verwanzt wurde. Ben stellt Nachforschungen an und findet heraus, dass auch Reverend Frank schon einmal verheiratet war und sich hat wieder scheiden lassen. Er konfrontiert ihn vor Sadie und ihrer Familie mit diesem Vorwurf. Reverend Frank erzählt daraufhin, dass er seine Ex-Frau nur geheiratet hat, damit sie eine Green Card erhält und nicht aus dem Land ausgewiesen wird. Sadie, die mittlerweile das Büchlein mit den Liebesschwüren von Ben entdeckt und gesehen hat, dass er lediglich an den Rand der leeren Seiten einen Cartoon mit einem Auto, das durch einen Feuerring springt, eingezeichnet hat, will die Hochzeit absagen. Sie unterstellt ihm, sich nicht auf die Aufgabe von Reverend Frank konzentriert und die Sache nicht ernst genommen zu haben. Zusammen mit ihrer Familie nutzt sie ihr bereits gekauftes Flugticket für die Flitterwochen und fliegt mit ihrer Familie nach Jamaika. Sadie ahnt nicht, dass Ben ihr folgt.
Sadie erhält einen Anruf von Ben, der meint, dass sie aus dem Fenster ihres Hotels sehen soll. Dort steht Ben am Strand, der seine Ehegelübde in großen Buchstaben in den Sand geschrieben hat. Sadie rennt nach unten und die beiden küssen sich. In diesem Moment kommt Reverend Frank zu dem glücklich vereinten Paar hinzu und eröffnet den beiden, dass sie den Test hiermit bestanden haben. Ben und Sadie werden schließlich auf Jamaika von Reverend Frank getraut.

## Hintergrund
- Robin Williams hat im Film nicht die gewohnte deutsche Stimme von Peer Augustinski, sondern wurde von Bodo Wolf synchronisiert. Augustinski hatte 2005 einen Schlaganfall erlitten, von dessen Folgen er zur Zeit der Synchronarbeiten noch nicht ausreichend genesen war.
- Wanda Sykes hat im Film einen kurzen Gastauftritt als Ärztin, Bob Balaban spielt einen Verkäufer im Juweliergeschäft.
- Der Film wurde an verschiedenen Orten in Kalifornien, Chicago, Vancouver, Mexiko und Jamaika gedreht.[3]
- Die Produktionskosten wurden auf rund 35 Millionen US-Dollar geschätzt. Der Film spielte in den Kinos weltweit rund 69 Millionen US-Dollar ein, davon rund 44 Millionen US-Dollar in den USA und 1,5 Millionen US-Dollar in Deutschland.[4]
- Kinostart in den USA war am 3. Juli 2007, in Deutschland am 30. August 2007.

## Kritiken
Daniel Sander schrieb im KulturSPIEGEL: „Eigentlich soll es an dieser Stelle ja immer um eine besondere Empfehlung der KulturSPIEGEL-Redaktion gehen und nicht um einen gemeinen Filmveriss. Dennoch hier mein Tipp des Tages: Sehen Sie sich auf gar keinen Fall den neuen Robin-Williams-Film ‚Lizenz zum Heiraten‘ an. […] Der wird als fröhliche Familienkomödie beworben, dabei handelt es sich in Wirklichkeit um einen unerträglichen, 90-minütigen Horrortrip. […] Vier Autoren haben am Drehbuch gewerkelt, kein einziger brauchbarer Witz ist dabei herausgekommen. […] Williams hat völlig freie Hand und macht einen Charakter, der es doch eigentlich nur gut meint und sich als liebenswerter Sympathieträger entpuppen soll, zum soziopathischen Widerling.“
Carmen Böker schrieb in der Berliner Zeitung: „Robin Williams darf wieder einmal in seiner bewährten Rolle als Rampensau begutachtet werden, diesmal im Gewand eines Geistlichen. […] Allerdings kann Williams einem fast schon wieder ein bisschen leid tun – dafür, dass er allein den Karren aus dem Dreck ziehen muss. […] Aber was ist zu retten an dieser Geschichte, die auf das Weiße eines Bierdeckels passt?“
Thomas Taborsky schrieb auf allesfilm.com: „Es könnte auch der feuchte Traum eines Mächtigen sein, der sich da abspielt: von einem Mann, dem mit Verweis auf seine gute Absicht durchgehen gelassen wird; dass er bei Leuten einbricht, sie abhört, sie malträtiert, und am Ende wird ihm für den ‚schmerzhaften Prozess‘ sogar aus tiefstem Herzen gedankt. Aber nehmen wir doch lieber an, dass Lizenz zum Heiraten eine possenversessene Komödie ist, in der Robin Williams einen populären Priester spielt. […] Trotz breiter Komik zum Thema Ehe, die schon gar nicht vor Babypuppen-Schändungen Halt macht, ist der Plätscherfaktor hoch: Glücklicherweise nur 90 Minuten lang.“
Das Lexikon des internationalen Films urteilte: „Romantische Komödie, die sich durch verpasste Chancen und Harmlosigkeit auszeichnet. Hauptdarsteller Robin Williams kann seinem Charakter zwar einige leicht diabolische Züge verleihen, der Handlung aber nur zu wenigen amüsanten Momenten verhelfen.“